# Tipula isshikii
Tipula isshikii är en tvåvingeart som beskrevs av Alexander 1921. Tipula isshikii ingår i släktet Tipula och familjen storharkrankar. Inga underarter finns listade i Catalogue of Life.